# لی سونگ جونگ
لی سونگ جونگ (انگلیسی: Lee Seong-jong؛ زادهٔ ۳ سپتامبر ۱۹۹۳) خواننده اهل کره جنوبی است. وی از سال ۲۰۱۰ میلادی تاکنون مشغول فعالیت بوده‌است.